# Thomas Hicks (atleta)
Thomas Hicks (Birmingham, 11 gennaio 1876 – Winnipeg, 28 gennaio 1952) è stato un maratoneta statunitense.

## Biografia
Thomas Hicks nacque a Birmingham. Dopo aver frequentato studi ed essersi allenato per diventare un famoso corridore e maratoneta riuscì ad avverare il suo sogno. Dal 1880 con l'inizio della Belle Époque lo sport ebbe una grande fioritura in europa e così divenne presto famoso. La sua vittoria a Saint Louis 1904 nella maratona non fu limpidissima: arrivò un quarto d'ora dopo il primo atleta a tagliare il traguardo, il connazionale Frederick Lorz, il quale si scoprì avere imbrogliato e fu squalificato, ma Hicks stesso fu più volte sul punto di ritirarsi, tanto che il suo allenatore per farlo riprendere fu costretto a fargli assumere dose di stricnina (che all'epoca non era ancora doping). Alla fine Hicks, seppur barcollante, vinse la gara.

## Palmarès
| Anno | Manifestazione | Sede      | Evento   | Risultato | Tempo   |
| ---- | -------------- | --------- | -------- | --------- | ------- |
| 1904 | Olimpiadi      | St. Louis | Maratona | Oro       | 3:28:53 |